# Bhumi Jensen
Bhumi (Poom) Jensen, taj. ภูมิ เจนเซน (ur. 16 sierpnia 1983, zm. 26 grudnia 2004) – wnuk króla Tajlandii Ramy IX.
Był synem najstarszej córki króla Ramy, księżniczki Ubol Rattany oraz jej amerykańskiego męża Petera Ladda Jensena. Mimo iż jego ojciec był cudzoziemcem, miał w Tajlandii przywileje członka rodziny królewskiej. Cierpiał na autyzm, co zwróciło uwagę Tajlandczyków na problem tego zaburzenia.
Zginął w trakcie wakacji w Khao Lak w prowincji Phang Nga, jako jedna z wielu tysięcy ofiar trzęsienia ziemi i tsunami w grudniu 2004.